# Dick Been
Dick Been (Amsterdã, 28 de dezembro de 1914 - 20 de maio de 1978) foi um futebolista neerlandês, que atuava como defensor.

## Carreira
Dick Been fez parte do elenco da Seleção Neerlandesa de Futebol que disputou a Copa do Mundo de 1938.

## Ligações Externas
- Perfil em FIFA.com (em inglês)